# Indrek Turi
Indrek Turi, né le 30 juillet 1981 à Tallinn, est un athlète estonien, spécialiste du décathlon.
Son record personnel est de 8 122 points obtenu à Daegu en 2003. La même année, il remporte l'argent lors des Championnats d'Europe espoirs d'athlétisme 2003.